# Spudaea saportae
Spudaea saportae är en fjärilsart som beskrevs av Freyer 1842. Spudaea saportae ingår i släktet Spudaea och familjen nattflyn. Inga underarter finns listade i Catalogue of Life.